# Étalon de Yennenga
El Étalon de Yennenga (español: Potro de Yennenga) es un premio concedido por el Festival Panafricano de Cine y Televisión de Uagadugú (FESPACO), en reconocimiento al gran premio a la mejor película. Iniciado en 1972, está considerado como el premio más prestigioso del cine africano.

## Historia
El Étalon de Yennenga significa Potro de Yennenga y hace referencia a la princesa Yennenga, mito fundador del Imperio Mossi, principal grupo étnico de Burkina Faso. La historia de Yennenga se remonta a principios del siglo XII en el Reino Dagomba de los Mossi. Los soldados del rey de Dagomba, Nedega, eran valientes y casi siempre ganaban en cualquier demostración de fuerza. La hija de Nedega, Yennenga, que era amazona, era experta en el uso de jabalinas, lanzas y arcos.